# Paraspitiella
Paraspitiella is een geslacht van kevers uit de familie bladkevers (Chrysomelidae).
De wetenschappelijke naam van het geslacht werd in 1981 gepubliceerd door Chen & Jiang.

## Soorten
- Paraspitiella nigromaculata Chen & Jiang, 1981